# يسألونك (كتاب)
كتاب يسألونك أو سلسلة يسألونك سلسلة إسلامية فقهية من فلسطين، صدر منها ثلاثة وعشرون جزءاً حتى بداية عام 2014م، من تأليف أ.د. حسام الدين عفانة وقد حوت السلسلة مجموعة كبيرة من الأسئلة الشرعية وإجاباتها.

## الاجزاء
وصدر منها حتى 2015 عشون جزءًا متسلسلاً. وأصدر أربعة أجزاء بعنوان «يسألونك عن المعاملات المالية المعاصرة» الأول والثاني والثالث والرابع. وأصدر جزءً بعنوان «يسألونك عن رمضان»، وأصدر جزءً بعنوان «يسألونك عن الزكاة».
1. يسألونك 1
2. يسألونك 2
3. يسألونك 3
4. يسألونك 4
5. يسألونك 5
6. يسألونك 6
7. يسألونك 7
8. يسألونك 8
9. يسألونك 9
10. يسألونك 10
11. يسألونك 11
12. يسألونك 12
13. يسألونك 13
14. يسألونك 14
15. يسألونك 15
16. يسألونك 16
17. يسألونك 17
18. يسألونك 18
19. يسألونك 19
20. يسألونك 20
21. يسألونك 21[2]
22. يسألونك 22
23. يسألونك 23

## كتب مرتبطة بالسلسة
1. يسألونك عن المعاملات المالية المعاصرة الجزء1
2. يسألونك عن المعاملات المالية المعاصرة الجزء 2
3. يسألونك عن المعاملات المالية المعاصرة الجزء 3
4. يسألونك عن المعاملات المالية المعاصرة المعاصرة الجزء4، ويقع الكتاب في 282 صفحة.[3]
5. يسألونك عن الزكاة
6. يسألونك عن رمضان
7. يسألونك عن صلاة الجمعة، ويقع الكتاب في 298 صفحة.[4]